# Rémi Bertellin
Rémi Bertellin (né le 9 février 1994) est un joueur français de football américain évoluant au poste de wide receiver. Il a joué au football universitaire pour l'Université McGill à Montréal (Québec, Canada).

## Carrière

### Jeunesse
Rémo Bertellin a commencé à jouer au football américain en 2007. Dans sa jeunesse, il a joué pour les Météores de Fontenay-sous-Bois à différents postes. En 2011, il devient champion de France juniors avec les Météores. Aux Championnats d'Europe juniors de football américain en 2011, il était running back et punter dans l'équipe de France, avec laquelle il est devenu vice-champion d'Europe juniors. En tant que kicker et punter, il a été élu dans l'équipe All-Star du tournoi. Un an plus tard, il était quarterback suppléant, punter et receveur de l'équipe de France aux Championnats du monde juniors U-19 de l'IFAF à Austin. Après des défaites contre le Japon et les Samoa et une victoire contre la Suède, les Français terminent le tournoi à la sixième place. En 2013, il fait à nouveau partie de l'équipe de France au Championnat d'Europe junior de football américain 2013 à Cologne et Düsseldorf. Contrairement au club, où il était utilisé comme receveur pour les seniors et comme runningback pour les juniors, il a joué comme quarterback pour l'équipe nationale. Comme en 2011, les Français ont perdu la finale contre l'Autriche.
En 2014, Bertellin s'est engagé auprès de l'Université McGill à Montréal, Canada. Lors de sa première saison avec les Redbirds, il a été utilisé dans les huit matchs, bien qu'il soit apparu principalement comme punter. Au cours de sa deuxième année, Bertellin a capté 24 passes pour 354 yards et un touchdown. Il a également participé au match en tant que kick returner, punter et kicker. Au cours de la saison 2017, Bertellin s'est déchiré le ligament croisé antérieur, c'est pourquoi il est revenu chez les Redbirds pour une cinquième saison en 2018.

### Séniors
En 2015, il a participé à la Coupe du monde pour la France. Pour la saison inaugurale de la Ligue européenne de football (ELF) en 2021, Bertellin a été signé par les Dragons de Barcelone sous la direction de l'entraîneur-chef Adam Rita. Bertellin est devenu le deuxième meilleur receveur des Dragons derrière Jéan Constant et a également été utilisé comme holder. Au cours de la huitième semaine de match, Bertellin a capté huit passes pour 271 yards et un touchdown lors du match à domicile contre les Centurions de Cologne, apportant une contribution significative à la victoire 60-51. Avec 750 yards sur réception, il était quatrième dans cette statistique à la fin de la saison. Il est donc nommé dans l'équipe ELF All Star, qui affronte une sélection américaine. En octobre, il faisait partie de l'équipe de 45 joueurs de l'équipe de France pour le match pour la troisième place du Championnat d'Europe de football américain 2021 contre la Finlande.
En 2022, Bertellin a joué pour les Black Panthers de Thonon en division Élite française. Ils s'inclinent face au Flash de La Courneuve en finale du championnat de France. Pour la saison 2023, Bertellin a été signé par la nouvelle franchise ELF Mousquetaires de Paris. À l'issue de cette saison, Rémo est prolongé par la franchise pour la saison 2024.

## Statistiques
Dernière mise à jour : 17 août 2025,
| Nb.   | Yards                           | Y/R               | TD | + Lg. | Y/M   | Tentés | Yards | + Lg. | Y/P  |     |       |    |      |
| 2014  | Redbirds de l'Université McGill | Football U Sports | 7  | 7     | 105   | 15,0   | 1     | 37    | 15,0 | 16  | 511   | 43 | 31,9 |
| 2015  | Redbirds de l'Université McGill | Football U Sports | 8  | 24    | 354   | 14,8   | 1     | 36    | 44,3 | 17  | 666   | 63 | 39,2 |
| 2016  | Redbirds de l'Université McGill | Football U Sports | 6  | 16    | 217   | 13,6   | 0     | 44    | 36,2 | 21  | 817   | 48 | 38,9 |
| 2017  | Redbirds de l'Université McGill | Football U Sports | 3  | 11    | 174   | 15,8   | 2     | 29    | 58,0 | 10  | 366   | 48 | 36,6 |
| 2018  | Redbirds de l'Université McGill | Football U Sports | 9  | 14    | 231   | 16,5   | 2     | 37    | 25,7 | 0   | 0     | 0  | 0,0  |
| 2021  | Dragons de Barcelone            | ELF               | 9  | 47    | 750   | 16,0   | 7     | 78    | 83,3 | 1   | 21    | 21 | 21,0 |
| 2023  | Mousquetaires de Paris          | ELF               | 12 | 40    | 608   | 15,2   | 5     | 57    | 50,7 | 12  | 448   | 51 | 37,3 |
| 2024  | Mousquetaires de Paris          | ELF               | 14 | 22    | 411   | 18,7   | 5     | 87    | 29,4 | 44  | 1 554 | 65 | 35,3 |
| 2025  | Mousquetaires de Paris          | ELF               | 12 | 14    | 89    | 6,4    | 1     | 15    | 7,4  | 30  | 1 097 | 58 | 36,5 |
| Total | Total                           | Total             | 80 | 195   | 2 939 | 15,1   | 24    | 87    | 36,7 | 151 | 5 480 | 65 | 36,3 |

## Vie privée
Bertellin a fréquenté le lycée Pablo Picasso. Il a ensuite étudié l'économie à l'Université McGill de Montréal et à l'EFREI à Paris.